# Чемпионат ФРЛ по регби-7 среди женщин
Чемпионат ФРЛ по регби-7 среди женщин — российское соревнование по регби-7 среди женских команд, организуемое Федеральной регбийной лигой. Занимает третье место по значимости среди турниров по женскому регби-7 в России. Чемпионат состоит из нескольких этапов, начиная с региональных квалификаций и заканчивая финалом, в котором определяется победитель.

## Участники
В чемпионате принимают участие 11 команд, разбитых на три группы. Игры проходят в 6 туров между августом и сентябрем.

### Сезон 2023/2024
| «Чемпионат ФРЛ по регби-7» | «Чемпионат ФРЛ по регби-7» |
| Клуб                       | Город                      |
| -------------------------- | -------------------------- |
| ЦСКА                       | Москва                     |
| Энергия                    | Казань                     |
| Феникс                     | Нижний-Новгород            |
| Сборная Татарстана         | Татарстан                  |
| Аргат                      | Усть-Лабинск               |
| МАР                        | Москва                     |
| Малахит                    | Челябинск                  |
| ЦСКА-2                     | Москва                     |
| ШОР ПО ИВС                 | Москва                     |
| Сборная Дагестана          | Дагестан                   |
| Невский район              | Санкт-Петербург            |
| Торпедо                    | Москва                     |

## Призёры
| Сезон     | 1-е место | 2-е место  | 3-е место |
| --------- | --------- | ---------- | --------- |
| 2023/2024 | «Аргат»   | ШОР ПО ИВС | ЦСКА-2    |